# Konstitutionenökonomik
Die Konstitutionenökonomik ist ein Forschungsgebiet, welches unter anderem sozialpolitische Fragen klären helfen soll und sich unter diesem Aspekt mit sozialer Ungleichheit beschäftigt.

## Taxis
Die Konstitutionenökonomik baut ihre Argumentation vom Prinzip her auf einem Naturzustand, vergleichbar mit dem des Naturrechtes bei Thomas Hobbes, auf. In diesem Zustand hat jeder das Recht auf alles. Buchanan betitelt diesen Zustand mit dem Chaos. Es ist leicht nachzuvollziehen, dass dieser Zustand für die Individuen nicht befriedigend ist. Darum beschließen die Personen in diesem – ahistorischen, also nur in Form eines Gedankenexperiment bestehen – Zustand einen kollektiven Staatsvertrag ab. In diesem Zustand, der von Buchanan als Taxis betitelt wird, haben die Individuen ihr Recht auf alles abgegeben. Konstituierend für diesen Zustand ist allerdings, dass in ihm eine Form von Einzelfallgerechtigkeit herrscht. So wird zwar jedes Individuum gerecht behandelt (wie auch immer diese Gerechtigkeit letzten Endes ausgestaltet ist), allerdings ist die Verwirklichung von Einzelfallgerechtigkeit höchst aufwendig. Zwar wird im Zustand der Taxis erstmals auch Arbeitsteilung möglich, allerdings bleiben die möglichen Tauschgewinne ob der Einzelfallgerechtigkeit klein und die Kosten dieses Systems durch eben die Einzelfallgerechtigkeit hoch. Arbeitsteilung schafft im Gegensatz zur Subsistenzwirtschaft Gewinne durch Spezialisierung, allerdings sind auch diese vorerst noch klein. Insofern ist auch die Taxis nur als eine Form von Übergangsstadium zu bewerten und ein theoretischer Zwischenschritt der Konstitutionenökonomik.

## Kosmos
Das endgültige Stadium, auf das Buchanan hinauswill, ist das des Kosmos. Dies ist eine Gesellschaft mit Regelsteuerung. Im Grunde ist damit eine Steuerung basierend auf Recht, also auf Gesetzen, gemeint. Allerdings haben allgemein geltende Gesetze den Nachteil, dass sie nicht in jedem Fall Einzelfallgerechtigkeit garantieren. Dies war in der Taxis noch möglich. Das heißt, Gesetze werden zwar von einer Mehrheit (z. B. von Volksvertretern) bestimmt, allerdings nicht zwingend per Konsens, wie dies für Einzelfallgerechtigkeit notwendig wäre. Der Vorteil hingegen ist, dass die Zahl der Vetospieler in diesem Fall deutlich geringer ist und dass dieses System dadurch nicht so kompliziert und aufwändig ist (Transaktionskostenargument) wie das der Taxis. Durch komparative Kostenvorteile und durch den Markttausch sind nun viel größere Gewinne möglich, allerdings gibt es auch Verlierer des Systems. Da diese Verlierer prinzipiell die Möglichkeit haben, das System der Regelsteuerung abzulehnen, also ihr Defektionspotential zu mobilisieren und damit die Gewinne im System der Regelsteuerung zunichtezumachen, muss dagegen etwas unternommen werden.

## Duldungsprämie und sozialpolitische Maßnahmen
Hier kommt nun der Begriff der Duldungsprämie und kommen sozialpolitische Maßnahmen ins Spiel. Sozialpolitische Maßnahmen werden in diesem Fall als ein Tausch gesehen und nicht als eine Form von Almosen. Die Verlierer des Kosmos-Systems erhalten Leistungen, z. B. aus Steuertransfers, und tauschen dagegen die Akzeptanz des Systems ein. Gerade dieser Gedanke ist das Neue an der Konstitutionenökonomik. Im Grunde ist der Gedanke schon alt. So war die bismarcksche Sozialpolitik auch so etwas wie eine Duldungsprämie. Denn hier richtete sich die Politik sogar insbesondere an die Gruppen von Arbeitern (Arbeiterfrage), die in den Fabriken arbeiteten, also die sich leicht als Kollektiv hätten mobilisieren können und damit ein großes Defektionspotential gehabt hätten. Insofern ist also dies ein historisches Beispiel für eine Duldungsprämie zur Stabilisierung eines bestimmten politischen Systems. Diese Sichtweise von Sozialpolitik ist aber im Laufe der Zeit immer mehr verschwunden. 
Häufig wurde in der wissenschaftlichen und in der politischen Diskussion Sozialpolitik als Almosen aufgefasst – also als eine Leistung ohne Gegenleistung. Markt und Sozialpolitik standen sich wie zwei Antipoden entgegen. Ein Mehr des einen bedeutete ein Weniger des anderen. Sozialpolitik hatte in dieser Denkweise die Schäden des Marktes auszubügeln. Gerade gegen diese Auffassung stellt sich die Konstitutionenökonomik. Die Duldung des Systems wird gegen eine Prämie gekauft. Das ist ein ganz normaler Markttausch. Dieser Argumentation zufolge kann also nicht länger von einer „Sozialpolitik gegen den Markt“, sondern muss von einer „Sozialpolitik für den Markt“ gesprochen werden. Das bedeutet nicht, dass über den Preis der Duldung nicht verhandelt werden darf (Sozialkürzungen). Allerdings sollte der Preis angemessen sein.

## Lücken des Systems
Die Frage stellt sich, warum diejenigen, die im System mit Regelsteuerung benachteiligt sind, nicht in jedem Fall den Zustand der Taxis bevorzugen. Zwar herrscht im Zustand der Taxis Einzelfallgerechtigkeit, allerdings findet diese Gerechtigkeit auf einem niedrigen Niveau statt. Dieses System ist weniger effizient und so herrscht zwar geringere Ungleichheit, allerdings auf niedrigem Niveau. Kurzgefasst bedeutet dies also, dass für die Verlierer des Kosmos der Gewinn durch Duldungsprämien noch immer größer ist als der Gewinn in einem System mit Einzelfallgerechtigkeit. „Mit der Ungleichheit wächst der Kuchen“, das bedeutet, relativ erhalten die Verlierer zwar weniger, nominal jedoch mehr als im System der Taxis. An dieser Stelle wird auch die Gefahr bei zu starken Sozialleistungskürzungen deutlich. Sinken sie unter den antizipierten Stand in der Taxis, hört die Duldung des Kosmos auf. Eventuell hätte dies sogar zur Folge, dass bei einem Systemsturz vorerst in den Naturzustand zurückgekehrt wird.

## Investitionen
Die Duldungsprämie kann auch als Investitionsanreiz aufgefasst werden. Wie bereits erklärt wurde, sind in dem System des Kosmos größere Gewinne möglich, als dies in Taxis und Chaos der Fall ist. Es lohnt sich also zu investieren. Allerdings ist eine solche Investition nicht ohne Risiko und, da ein Verlust in gleicher Höhe eines Gewinnes von risikoaversen Individuen als relativ größer eingeschätzt wird, kann ein sozialpolitisch garantiertes Existenzminimum als Investitionsanreiz aufgefasst werden. Gäbe es also kein Existenzminimum in Form einer Duldungsprämie für die Verlierer des Systems, würde so manch eine riskante Investition mit wahrscheinlich hohem Gewinn nicht getätigt. Insofern hilft also die Sozialpolitik, Investitionen zu tätigen, und sorgt damit en gros dafür, dass der „Kuchen“, den es zu verteilen gibt, größer wird, also selbst die Verlierer wiederum von diesem System profitieren. Es wird mit dieser Argumentation noch einmal deutlich, warum die Konstitutionenökonomik von Sozialpolitik für den Markt spricht. Schumpeter hat dafür ein schönes Beispiel aus der Praxis angeführt. So sagt er, „daß Autos mit Bremsen schneller fahren, als sie es sonst täten“, und so verhält es sich demnach auch mit der Sozialpolitik.